# Els Omells de na Gaia
Els Omells de na Gaia è un comune spagnolo di 152 abitanti situato nella comunità autonoma della Catalogna.